# Andreas Yngvesson
Andreas Yngvesson, född 18 augusti 1974 på Alnö utanför Sundsvall, är en svensk före detta fotbollsspelare. 
Hans syster Liza Yngvesson har spelat i division 1 för Sundsvalls DFF.
Han har även spelat innebandy i division 1 för Alnö IBK.

## Karriär
Yngvessons moderklubb är Alnö IF där han spelade från 1979 till 1994. Han gick 1995 till GIF Sundsvall. 
Han värvades 1997 av AIK, där han spelade i två säsongen innan han återvände till GIF Sundsvall. Han gjorde sin debut för AIK i Allsvenskan den 17 april 1997, när han i den 61:a minuten blev inbytt i en 3–0 vinst över Trelleborgs FF. I AIK var han med och vann Svenska cupen 1997. 
1998 gick han tillbaka till GIF Sundsvall som 1999 vann division 1 norra och gick upp i Allsvenskan.  
Han värvades 2002 av Malmö FF, där han blev svensk mästare 2004. Han flyttade till Landskrona BoIS den 1 juli 2005. Den 22 januari 2007 gjorde han klart med division 4-klubben BK Näset. Han spelade sammanlagt under sin karriär 144 Allsvenska matcher och gjorde 24 mål.
Han har efter fotbollen utbildat sig till sommelier och jobbat med att härda glas. Sedan 2015 jobbar Yngvesson med missbrukare på ett HVB-hem i Vallentuna.

## Meriter
Malmö FF
- Allsvenskan: 2004

AIK
- Svenska cupen: 1997